# Radicaal 103
Radicaal 103 is een van de 23 van de 214 Kangxi-radicalen dat bestaat uit vijf strepen.
In het Kangxi-woordenboek zijn er 15 karakters die dit radicaal gebruiken.

## Karakters met het radicaal 103
| Strepen | Karakter |
| ------- | -------- |
| + 0     | 疋       |
| + 3     | 疌       |
| + 5     | 疍       |
| + 6     | 疏       |
| + 7     | 疎       |
| + 9     | 疐 疑    |

Groot zegelkarakter
Klein zegelkarakter